# 최창섭
최창섭(崔昌燮, 1899년 합천 ~ 1979년 11월 30일)은 대한민국의 국회의원이다. 초대, 제3대, 제4대 국회의원을 역임하였다.

## 약력
- 니혼 대학 사회학과 졸업
- 독립촉성국민회 합천군지부 선전부장
- 동아일보 기자
- 조선일보 기자
- 자유당 합천군당 위원장
- 1948년 5월 10일 : 제헌 국회의원(경남 합천을) 낙선

## 역대 선거 결과
|  | 0% |

|  | 17.42% |

|  | 31.63% |

|  | 82.73% |

## 참고 자료
- 《대한민국 의정총람》, 국회의원총람발간위원회, 1994년
- 최창섭 - 대한민국헌정회